# 安德雷斯貝略市 (特魯希略州)

安德雷斯貝略市（西班牙語：Municipio Andrés Bello），是委內瑞拉的一個市，位於該國西部特魯希略州，首府設於聖伊莎貝爾，面積202平方公里，2001年人口13,135，人口密度每平方公里65.0人。